# Martin Woodcock
Martin Wedgwood Woodcock (* 14. Januar 1935 in Sidcup, London; † 24. Februar 2019 in North Norfolk) war ein britischer Tierillustrator.

## Leben und Werk
Beeinflusst von Archibald Thorburn und George Edward Lodge brachte sich Woodcock autodidaktisch das Zeichnen bei. Ab 1974 arbeitete er als professioneller Tierillustrator. 1975 erschien beim Verlag Collins sein erstes Werk unter dem Titel A Field Guide to the Birds of South-east Asia. Ab 1983 arbeitete er als freischaffender Künstler und Autor. 1986 wurde Woodcock Mitglied der Society of Wildlife Artists. Im Januar 1994 wurde er Präsident des African Bird Clubs, einer Organisation, die sich dem Schutz der afrikanischen Avifauna widmet. Von 1982 bis 2004 war er als Illustrator am Standardwerk The Birds of Africa beteiligt. Woodcock hatte über 3000 Vogelarten auf 550 Farbtafeln dargestellt. Er arbeitete überwiegend mit Aquarellfarben, Gouache und Ölfarben.
Woodcock starb am 24. Februar 2019 an den Folgen einer Krebserkrankung, die 2018 diagnostiziert wurde.

## Werke (Auswahl)
- A field guide to the birds of South-East Asia: covering Burma, Malaya, Thailand, Cambodia, Vietnam, Laos and Hong Kong, 1975
- Collins handguide to the birds of Britain and Europe (mit Hermann Heinzel), 1978
- Handguide to the Birds of the Indian Subcontinent, 1980
- Collins Gem Birds, 1980
- The Birds of Africa (1982–2004) (Bände 1 bis 7)
- The Birds of Oman, 1982
- The Cotingas, 1982
- Estrildid Finches of the World, 1982 (mit Derek Goodwin)
- Handguide to the Birds of Britain and Europe, 1985
- Birds, 1986 (deutsch: Vögel, 1994)
- The Concise Guide to Birds, 1990
- The Hornbills: Bucerotiformes, 1995 (mit Alan C. Kemp)
- Collins Birds of India, 1995
- Pittas, broadbills and asities, 1996 (mit Frank Lambert)
- Handbook of the Birds of the World Band 4 - Sandgrouse to Cuckoos, 1997
- Birds of Liberia, 1998 (mit Wulf Gatter)
- Nightjars and their Allies: The Caprimulgiformes, 2001
- Illustrated Checklist Birds of South East Asia, 2009
- Safari Sketchbook, 2010
- Cuckoos of the World, 2012 (mit Johannes Erritzøe)